# Ernst Burggaller
Ernst Günther Burggaller (ur. 12 marca 1896 roku w Tillendorfie, zm. 2 lutego 1940 roku nieopodal Immenstadt im Allgäu) – niemiecki pilot oraz kierowca wyścigowy i motocyklowy.

## Kariera
Po I wojnie światowej, w której Burggaller służył w niemieckich siłach lotniczych (Luftstreitkräfte), Niemiec rozpoczął naukę w szkole jazdy w Berlinie. W 1922 roku rozpoczął karierę motocyklową. Do 1928 roku odniósł łącznie 24 zwycięstwa w wyścigach motocyklowych. W 1928 roku rozpoczął karierę wyścigową w samochodzie Bugatti T37. Dwa lata później zdobył tytuł wicemistrzowski w Mistrzostwach Europy w wyścigach górskich. Również w 1930 roku stanął na drugim stopniu podium w Grand Prix Czechosłowacji. W kolejnych latach startował głównie w klasie Voiturette, w której odniósł zwycięstwo w Grand Prix Czechosłowacji 1932, gdzie był drugi dwa lata później. W sezonie 1934 proponowano mu posadę w Auto Union. Jednak odmówił, sądząc, że nie jest wystarczająco dobry. Wyjątkowo wystartował w Grand Prix Niemiec 1934, w którym jednak nie osiągnął linii mety. Po zakończeniu kariery dołączył do Luftwaffe w 1938 roku. W 1940 roku prowadził grupą treningową nad jeziorem Bodensee w treningu strafingu. Doszło do kontaktu jego Messerschmitta z wodą. Burggaller zginął na miejscu.